# STOXX Europe 50
| STOXX Europe 50      | STOXX Europe 50      |
| Elementos principais | Elementos principais |
| -------------------- | -------------------- |
| País                 | Europa               |
| Bolsa                | STOXX Ltd.           |
| ISIN                 | EU0009658160         |
| WKN                  | 965816               |
| Símbolo              | SX5P                 |
| RIC                  | ^STOXX50R            |
| Bloomberg-Code       | SX5P <INDEX>         |
| Categoria            | Índices de bolsa     |
| Grupo                | STOXX                |

O STOXX 50 ou STOXX Europe 50 é um índice de bolsa que reúne as 50 maiores cotadas da Europa ocidental.
Não deve ser confundido com o Euro Stoxx 50 que reúne as 50 maiores cotadas dos países da Zona Euro.

## Marcos históricos
No quadro seguinte indicam-se os marcos históricos atingidos pelo índice STOXX Europe 50 desde 1986.
| Primeiro fecho acima de | Valor de fecho em pontos | Data                    |
| ----------------------- | ------------------------ | ----------------------- |
| 1.000                   | 1.000,35                 | 3 de Janeiro de 1990    |
| 1.500                   | 1.501,15                 | 6 de Dezembro de 1995   |
| 2.000                   | 2.005,92                 | 5 de Fevereiro de 1997  |
| 2.500                   | 2.542,85                 | 3 de Julho de 1997      |
| 3.000                   | 3.000,35                 | 26 de Fevereiro de 1998 |
| 3.500                   | 3.513,92                 | 3 de Julho de 1998      |
| 4.000                   | 4.026,28                 | 9 de Novembro de 1999   |
| 4.500                   | 4.588,01                 | 23 de Dezembro de 1999  |
| 5.000                   | 5.070,80                 | 2 de Março de 2000      |

## Evolução anual
O quadro abaixo contém a variação anual do índice STOXX Europe 50 desde 1986.
| Ano  | Valor de fecho em pontos | Variação em pontos | Variação em % |
| ---- | ------------------------ | ------------------ | ------------- |
| 1986 | 775,00                   |                    |               |
| 1987 | 651,26                   | −123,74            | −15,97        |
| 1988 | 781,29                   | 130,03             | 19,97         |
| 1989 | 980,22                   | 198,93             | 25,46         |
| 1990 | 835,34                   | −144,88            | −14,78        |
| 1991 | 1.000,00                 | 164,66             | 19,71         |
| 1992 | 1.057,56                 | 57,56              | 5,76          |
| 1993 | 1.429,10                 | 371,54             | 35,13         |
| 1994 | 1.298,78                 | −130,32            | −9,12         |
| 1995 | 1.538,23                 | 239,45             | 18,44         |
| 1996 | 1.850,10                 | 311,87             | 20,27         |
| 1997 | 2.633,63                 | 783,53             | 42,35         |
| 1998 | 3.320,25                 | 686,62             | 26,07         |
| 1999 | 4.742,42                 | 1.422,17           | 42,83         |
| 2000 | 4.557,13                 | −185,29            | −3,91         |
| 2001 | 3.706,93                 | −850,20            | −18,66        |
| 2002 | 2.407,87                 | −1.299,06          | −35,04        |
| 2003 | 2.660,37                 | 252,50             | 10,49         |
| 2004 | 2.774,77                 | 114,40             | 4,30          |
| 2005 | 3.349,10                 | 574,33             | 20,70         |
| 2006 | 3.697,22                 | 348,12             | 10,39         |
| 2007 | 3.683,79                 | −13,43             | −0,36         |
| 2008 | 2.065,46                 | −1.618,33          | −43,93        |
| 2009 | 2.578,92                 | 513,46             | 24,86         |
| 2010 | 2.586,46                 | 7,54               | 0,29          |
| 2011 | 2.369,52                 | −216,94            | −8,39         |
| 2012 | 2.577,62                 | 208,10             | 8,78          |

## Composição por países
Na tabela seguinte indica-se o peso dos vários países no índice, em %, à data de 31 de Julho de 2014:
| País          | Peso no índice, em % |
| ------------- | -------------------- |
| Reino Unido   | 38,2                 |
| Suíça         | 21,6                 |
| Alemanha      | 14,7                 |
| França        | 12,5                 |
| Espanha       | 6,0                  |
| Países Baixos | 2,7                  |
| Bélgica       | 1,9                  |
| Itália        | 1,6                  |
| Suécia        | 0,9                  |

## Composição por supersectores
Na tabela seguinte indica-se o peso dos vários supersectores no índice, à data de 31 de Julho de 2014 (apenas se listam os 10 com maior peso):
| Supersector (segundo ICB)       | Peso no índice, em % |
| ------------------------------- | -------------------- |
| Bancos                          | 18,2                 |
| Saúde                           | 18,1                 |
| Petróleo e gás                  | 13,9                 |
| Alimentação e bebidas           | 12,0                 |
| Bens de uso pessoal e doméstico | 6,1                  |
| Produtos químicos               | 5,8                  |
| Seguros                         | 5,0                  |
| Recursos básicos                | 4,8                  |
| Bens e serviços industriais     | 4,8                  |
| Telecomunicações                | 4,7                  |

## Composição
O índice STOXX Europe 50 é composto pelas seguintes 50 empresas (Data: 28 de Setembro de 2012).
| País          | Nome                            | Sector segundo o ICB                      | Peso no índice, em % |
| ------------- | ------------------------------- | ----------------------------------------- | -------------------- |
| Suíça         | ABB                             | Produtos industriais gerais               | 1,28                 |
| França        | Air Liquide                     | Produtos químicos                         | 1,14                 |
| Alemanha      | Allianz                         | Seguros de não vida                       | 1,58                 |
| Reino Unido   | Anglo American                  | Indústria extractiva                      | 1,21                 |
| Bélgica       | Anheuser-Busch InBev            | Bebidas                                   | 1,85                 |
| /             | AstraZeneca                     | Farmacêuticas e biotecnologia             | 1,75                 |
| Espanha       | Banco Bilbao Vizcaya Argentaria | Bancos                                    | 1,24                 |
| Espanha       | Banco Santander                 | Bancos                                    | 2,16                 |
| Reino Unido   | Barclays                        | Bancos                                    | 1,07                 |
| Alemanha      | BASF                            | Produtos químicos                         | 2,27                 |
| Alemanha      | Bayer                           | Produtos químicos                         | 2,08                 |
| Reino Unido   | BG Group                        | Petróleo e Gás                            | 1,98                 |
| Reino Unido   | BHP Billiton                    | Indústria extractiva                      | 1,94                 |
| França        | BNP Paribas                     | Bancos                                    | 1,47                 |
| Reino Unido   | BP                              | Petróleo e gás (produção)                 | 3,87                 |
| Reino Unido   | British American Tobacco        | Bens de uso pessoal                       | 3,04                 |
| Alemanha      | Daimler                         | Automóveis e componentes                  | 1,39                 |
| Alemanha      | Deutsche Bank                   | Bancos                                    | 1,08                 |
| Alemanha      | Deutsche Telekom                | Telecomunicações móveis                   | 1,07                 |
| Reino Unido   | Diageo                          | Bebidas                                   | 2,06                 |
| Alemanha      | E.ON                            | Gás, água e serviços múltiplos            | 1,39                 |
| França        | Engie                           | Gás, água e serviços múltiplos            | 0,90                 |
| Itália        | Eni                             | Petróleo e gás                            | 1,72                 |
| Suécia        | Ericsson                        | Hardware & equipamento de alta tecnologia | 0,81                 |
| Reino Unido   | GlaxoSmithKline                 | Farmacêuticas e biotecnologia             | 3,34                 |
| Suécia        | Hennes & Mauritz                | Retalho geral                             | 0,96                 |
| Suíça         | Hoffmann-La Roche               | Farmacêuticas e biotecnologia             | 3,85                 |
| Reino Unido   | HSBC                            | Bancos                                    | 4,92                 |
| Reino Unido   | Imperial Tobacco                | Bens de uso pessoal                       | 1,09                 |
| Países Baixos | ING Groep                       | Seguros de vida                           | 0,89                 |
| França        | LVMH                            | Bens de uso pessoal                       | 1,18                 |
| Reino Unido   | National Grid                   | Gás, água e serviços múltiplos            | 1,22                 |
| Suíça         | Nestlé                          | Produção de alimentos                     | 5,96                 |
| Suíça         | Novartis                        | Farmacêuticas e biotecnologia             | 4,85                 |
| França        | Orange                          | Telecomunicações de linha fixa            | 0,68                 |
| Reino Unido   | Reckitt Benckiser               | Produtos para o lar                       | 1,11                 |
| Reino Unido   | Rio Tinto Group                 | Indústria extractiva                      | 1,71                 |
| /             | Royal Dutch Shell               | Petróleo e Gás (produção)                 | 3,75                 |
| França        | Sanofi                          | Farmacêuticas e biotecnologia             | 3,01                 |
| Alemanha      | SAP                             | Tecnologia                                | 1,92                 |
| Alemanha      | Siemens                         | Pprodutos industriais gerais              | 2,43                 |
| Reino Unido   | Standard Chartered Bank         | Bancos                                    | 1,29                 |
| Espanha       | Telefónica                      | Telecomunicações de linha fixa            | 1,56                 |
| Reino Unido   | Tesco                           | Retalho alimentar e de medicamentos       | 1,20                 |
| França        | Total                           | Petróleo e Gás (produção)                 | 3,23                 |
| Suíça         | UBS                             | Bancos                                    | 1,28                 |
| Países Baixos | Unilever N.V.                   | Produção de alimentos                     | 1,63                 |
| Reino Unido   | Unilever PLC                    | Produção de alimentos                     | 1,39                 |
| Reino Unido   | Vodafone                        | Telecomunicações móveis                   | 4,11                 |
| Suíça         | Zurich Insurance Group          | Seguros de não vida                       | 1,07                 |